# قلنسوي بصيلي
قلنسوي بصيلي (الاسم العلمي: Mycena bulbosa) هو نوع من الفطريات يتبع جنس القلنسوي من فصيلة القلنسوية.